# Alcoy (Gerichtsbezirk)
Der Gerichtsbezirk Alcoy ist einer der 13 Gerichtsbezirke in der Provinz Alicante.
Der Bezirk umfasst 28 Gemeinden auf einer Fläche von 621,52 km² mit dem Hauptquartier in Alcoy.

## Gemeinden
| Gemeinde             | Einwohner (2024) | Fläche km² | Dichte Einw./km² | Cod INE | Postleitzahl       |
| -------------------- | ---------------- | ---------- | ---------------- | ------- | ------------------ |
| Agres                | 610              | 25,84      | 24               | 03003   | 03837              |
| Alcoleja             | 186              | 14,56      | 13               | 03008   | 03814              |
| Alcosser             | 259              | 4,39       | 59               | 03007   | 03841              |
| Alcoy                | 60.372           | 129,86     | 465              | 03009   | 03801–03804, 03818 |
| Alfafara             | 413              | 19,78      | 21               | 03010   | 03838              |
| Almudaina            | 118              | 8,82       | 13               | 03016   | 03827              |
| L’Alqueria d’Asnar   | 519              | 1,08       | 481              | 03017   | 03829              |
| Balones              | 131              | 11,24      | 12               | 03020   | 03812              |
| Banyeres de Mariola  | 7.307            | 50,28      | 145              | 03021   | 03450              |
| Benasau              | 171              | 9,04       | 19               | 03022   | 03814              |
| Beniarrés            | 1.096            | 20,21      | 54               | 03028   | 03850              |
| Benifallim           | 116              | 13,69      | 8                | 03032   | 03816              |
| Benilloba            | 747              | 9,54       | 78               | 03035   | 03810              |
| Benillup             | 109              | 3,38       | 32               | 03036   | 03827              |
| Benimarfull          | 447              | 5,56       | 80               | 03038   | 03827              |
| Benimassot           | 96               | 9,51       | 10               | 03039   | 03812              |
| Cocentaina           | 11.411           | 52,94      | 216              | 03056   | 03820              |
| Fageca               | 100              | 10,17      | 10               | 03067   | 03813              |
| Famorca              | 44               | 9,72       | 5                | 03068   | 03813              |
| Gaianes              | 553              | 9,57       | 58               | 03072   | 03840              |
| Gorga                | 284              | 9,11       | 31               | 03073   | 03811              |
| Millena              | 249              | 9,77       | 25               | 03086   | 03812              |
| Muro de Alcoy        | 9.345            | 30,24      | 309              | 03092   | 03830              |
| L’Orxa               | 581              | 31,76      | 18               | 03084   | 03860              |
| Penàguila            | 293              | 49,92      | 6                | 03103   | 03815              |
| Planes               | 696              | 38,87      | 18               | 03106   | 03828              |
| Quatretondeta        | 134              | 16,70      | 8                | 03060   | 03811              |
| Tollos               | 38               | 15,97      | 2                | 03130   | 03813              |
| Gerichtsbezirk Alcoy | 96.425           | 621,52     | 155              | –       | –                  |